# Magnus III Bosy
Magnus III Bosy norw. Magnus Berføtt Olavsson, (ur. ok. 1070, zm. 24 sierpnia 1103) – król Norwegii w latach 1093-1103 z dynastii Yngling, oraz władca królestwa Mann i Wysp w latach 1099-1102.
Urodzony ok. 1070, pozamałżeński, jedyny syn króla Norwegii Olafa III zwanego Pokojowym (panował 1069-1093) i nieznanej z imienia matki (prawowitą żoną Olafa III była Ingrida, ks. duńska, córka króla Danii Swena II Estrydsena, założyciela rodu Estridsenów na tronie duńskim, zmarłego między 1074 a 1076).
Po śmierci ojca w 1093 Magnus i jego stryjeczny brat Haakon Toresfostre (syn króla Magnusa II Haraldssona, brata Olafa III) wspólnie objęli władzę w królestwie Norwegii, ale już po kilku miesiącach doszło między nimi do walk o władzę. Po nagłej śmierci Haakona w 1094, król Magnus III objął samodzielne rządy. W 1095 wybuchł bunt uciskanego chłopstwa. Po pokonaniu chłopów król rozpoczął walki z Danią i Szwecją o obszary przygraniczne, a w 1098 rozpoczął ekspansję na Wyspy Brytyjskie, gdzie podbił Orkady (w 1098 jego syn Sigurd Jorsalfare został jarlem Orkadów), Hebrydy i wyspę Man, w 1099 Magnus przyjął tytuł króla Królestwa Wyspy Man i Wysp (w skład tego królestwa wchodziły wyspa Man, Orkady, Hebrydy i Szetlandy). W 1101 zawarł pokój z królem Szwecji Inge I Starszym i królem Danii Erykiem I Ejegode. Rok później Magnus ponownie wyprawił się na Wyspy, gdzie najechał na Irlandię, zdobył Dublin oraz Ulster. W 1103 król Magnus III podjął próbę podbicia całej Irlandii, jednak w tym samym roku zginął w bitwie pod Downpatrick (24 sierpnia 1103), w północnej Irlandii.
Żoną Magnusa III była poślubiona w 1101 Małgorzata Fredkulla, księżniczka szwedzka (zm. po 1161), córka króla Szwecji Inge I Starszego z rodu Stenkila (zm. po 1112), jednak wszystkie dzieci Magnusa III pochodziły ze związków pozamałżeńskich (min. Sigurd I Jorsalfare, Eystein I, Harald IV Gille). Po śmierci Magnusa III Małgorzata wyszła za mąż za króla Danii Nielsa Starego. Następcą Magnusa III na tronie Norwegii został jego syn Sigurd I Jorsalfare (Sigurd I Krzyżowiec).